# Трка на 110 метара са препонама
Трка на 110 метара са препонама је олимпијска атлетска дисциплина за мушкарце. На стази дугој 110 метара постављено је десет равномерно удаљених препона висине 1,067 метара. Оне су такве конструкције да их атлетичар може оборити, што му се не рачуна као погрешка, већ му само умањује брзину. Такмичари у овој дисциплини стартују из стартних блокова, као и они који трче 100 метара без препона. Прва препона се налази 13,72 метра од старта, а преосталих 9 су на растојању од по 9,14 метара. Растојање од последње препоне до циља је 14,02 метра. 
Најбржи атлетичари у овој дисциплини постижу резултате испод 13 секунди (светски рекорд 12,80), што одговара средњој брзини од 8,54 m/s, или 30,74 km/h.

## Историја
Препонско трчање се појавило у Енглеској око 1830. Препоне су биле дрвене баријере. Оксфорд и Кембриџ су 1864. усагласили прве стандарде: стаза је дуга 120 јарди (109,72 метра), а десет препона су високе 3 стопе и 6 инча (1,06 метара). Масивне препреке су 1895. замењене лакшим препонама у облику слова Т. До 1935. тркачи који би оборили више од три препоне били би дисквалификовани. Рекорди су се уважавали једино ако би све препоне остале несрушене. Године 1935. уведене су препоне у облику латиничног слова L, које при удару падају напред и умањују могућност повреде.
Трка на 110 метара са препонама је на програму олимпијских игара од првих Олимпијских игара 1896. Жене су од Олимпијских игара 1932. трчале на 80 метара са препонама, што је од 1972. промењено на 100 метара. Некада су мушкарци трчали и трке на 200 метара са препонама, али ИААФ од 1960. више не води статистике за ову дисциплину.

## Најбржи на свету свих времена

#### Листа 10 најбољих остварења атлетичара у дисциплини 110 метара са препонама
(Стање на дан 14. новембар 2024)
| Позиција | Време | Атлетичар       | Националност     | Датум              | Место         |
| -------- | ----- | --------------- | ---------------- | ------------------ | ------------- |
| 1        | 12,80 | Аријес Мерит    | Сједињене Државе | 7. септембар 2012. | Брисел        |
| 2        | 12,81 | Грант Холовеј   | Сједињене Државе | 26. јун 2021.      | Јуџин         |
| 3        | 12,84 | Девон Ален      | Сједињене Државе | 12. јун 2022.      | Њујорк        |
| 4        | 12,87 | Дајрон Роблес   | Куба             | 12. јун 2008.      | Острава       |
| 5        | 12,88 | Љу Сјанг        | Кина             | 11. јул 2006.      | Лозана        |
| 6        | 12,89 | Дејвид Оливер   | Сједињене Државе | 16. јул 2010.      | Сен Дени      |
| 7        | 12,90 | Доминик Арнолд  | Сједињене Државе | 11. јул 2006.      | Лозана        |
| 7        | 12,90 | Омар Меклеод    | Јамајка          | 24. јун 2017.      | Кингстон      |
| 9        | 12,91 | Колин Џексон    | УК               | 20. август 1993.   | Штутгарт      |
| 10       | 12,92 | Роџер Кингдом   | Сједињене Државе | 16. август 1989.   | Цирих         |
| 10       | 12,92 | Ален Џонсон     | Сједињене Државе | 23. јун 1996.      | Атланта       |
| 10       | 12,92 | Сергеј Шубенков | Русија           | 2. јул 2018.       | Секешфехервар |

## Континентални рекорди у трци на 110 метара са препонама за мушкарце
(стање 14. новембар 2024)
|     | Време | Ветар м/с | Атлетичар        | Националност                     | Место          | Датум              |
| --- | ----- | --------- | ---------------- | -------------------------------- | -------------- | ------------------ |
| АЗР | 12,88 | +1,1      | Љу Сјанг         | Кина                             | Лозана         | 11. јул 2006.      |
| АФР | 13,11 | +1,8      | Антонио Алкана   | ЈАР                              | Праг           | 5. јун 2017.       |
| ЕР  | 12,91 | +0,7      | Колин Џексон     | УК                               | Штутгарт       | 20. август 1993.   |
| САР | 12,80 | +0,3      | Аријес Мерит     | Сједињене Државе                 | Брисел         | 7. септембар 2012. |
| ЈАР | 13,17 | +1,3      | Рафаел Переира   | Бразил                           | Рио де Жанеиро | 23. јун 2022.      |
| ОКР | 13,29 | +0,6      | Кајл Вандер-Кујп | Аустралија                       | Гетеборг       | 11. август 1995.   |
| РС  | 13,39 | +2,0      | Милан Ристић     | Србија АК Црвена Звезда, Београд | Клермонт       | 14. мај 2016.      |

## Освајачи медаља у трци на 110 метара са препонама на највећим такмичењима
- Олимпијске игре
- Светска првенства
- Европска првенства